# Tatabánya

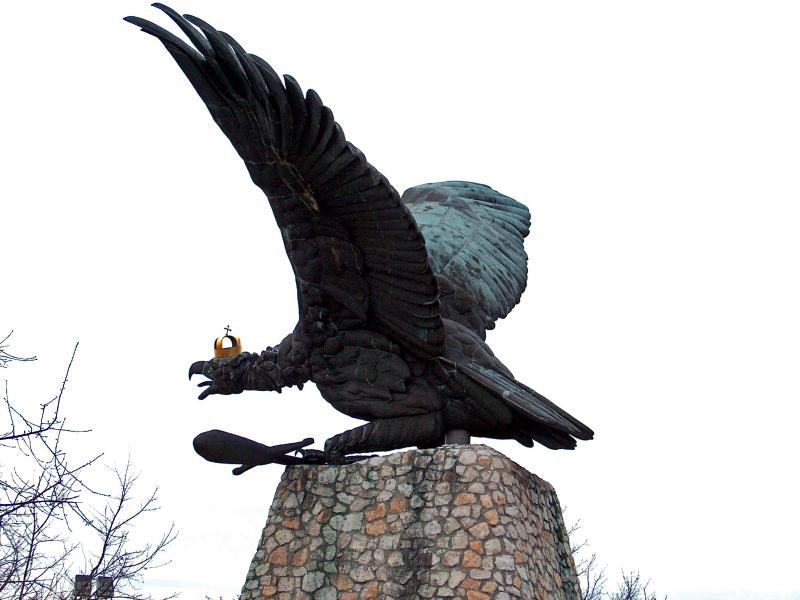
Turulfågeln, en staty i närheten av staden.

Tatabánya (ungerskt uttal: [ˈtɒtɒbaːɲɒ], tyska och äldre svenska: Totiserkolonie, slovakiska: Banská Stará) är en stad i provinsen Komárom-Esztergom i nordvästra Ungern. Staden är huvudort i provinsen Komárom-Esztergom. Tatabánya hade 65 845 invånare (2019).

## Historia
Arkeologiska fynd visar att mänsklig aktivitet har förekommit här sedan stenåldern. De tre historiska bosättningarna i Tatabánya är Alsógalla, Felsőgalla och Bánhida. Bánhida är den äldsta av bosättningarna och omnämndes första gången år 1288.
Under 1500-talet ockuperades området av det Osmanska riket. Under denna tid konverterade invånarna till protestantism. Efter ockupationen beslutade de feodala ledarna i området att flytta in romersk-katolska tyskar och slovaker.
År 1787 hade Alsógalla totalt 580 invånare och Felsőgalla 842. Kolfyndigheter upptäcktes i området och det var i samband med detta som kolgruvorna anlades. När invånarantalet började öka etablerades en ny kolgruva, och området utvidgades till byn Tatabánya.
Under industrialiseringsvågen som drog över landet efter andra världskriget utvecklades flera ungerska städer till industristäder. De fyra ortena förenades den 1 oktober 1947 under namnet Tatabánya och fick samtidigt stadsrättigheter. Tatabánya blev huvudort i provinsen Komárom-Esztergom 1950 (då kallad enbart Komárom) och under 1970-talet hade staden omkring 80 000 invånare.
Industrisamhället var oförändrat fram tills den socialistiska regeringen föll i samband med att järnridån kollapsade 1989. Efter minskad betydelse för tyngre industri- och kolstäder förändrades den ekonomiska strukturen i staden anmärkningsvärt.

## Geografi
Staden ligger i dalen mellan Gerecse- och Vértesbergen, omkring 55 kilometer från huvudstaden Budapest. Stadens närhet till huvudstaden har gjort den till en viktig knutpunkt för järnvägar och bilvägarna i Ungern. Motorvägen M1 (E60 och E75) från Wien till Budapest, passerar stadens ytterkant och järnvägslinjen mellan samma städer går också förbi staden.

## Vänorter
- Aalen, Tyskland
- Będzin, Polen
- Christchurch, Storbritannien
- Fairfield, Connecticut, USA
- Izjevsk, Ryssland
- Odorheiu Secuiesc, Rumänien